# دودو (لاعب كرة قدم مواليد 1988)
دودو (بالبرتغالية: Luiz Eduardo Purcino‏) هو لاعب كرة قدم برازيلي في مركز الوسط، ولد في 29 ديسمبر 1988 في البرازيل. لعب مع نادي بوريرام يونايتد.

## وصلات خارجية
- دودو (لاعب كرة قدم مواليد 1988) على موقع قاعدة بيانات كرة القدم.إي يو (الإنجليزية)
- دودو (لاعب كرة قدم مواليد 1988) على موقع Soccerway.com (الإنجليزية)